# Scilla seisumsiana
Scilla seisumsiana är en sparrisväxtart som beskrevs av Rukšans och Zetterl. Scilla seisumsiana ingår i släktet blåstjärnesläktet, och familjen sparrisväxter. Inga underarter finns listade i Catalogue of Life.